# Mro oua Vouani
Mro oua Vouani ist ein Fluss auf Anjouan, einer Insel der Komoren in der Straße von Mosambik.

## Geographie
Der Fluss entspringt am Hang des Tsingoyagnora-Kammes im Südwesten von Anjouan. Er verläuft nach Süden und mündet zusammen mit dem Mro Bouéni bei Vouani bald in die Straße von Mosambik.
Südlich schließt sich das Einzugsgebiet des Mro Bandani an und westlich das Einzugsgebiet des Padzani.